# Gunnar Skoglund
Gunnar Skoglund (wym. [ˈɡʌnər ˈskɑɡlənd]; ur. 2 września 1899 w Sztokholmie, zm. 22 września 1983 w Nynäshamn) – szwedzki aktor teatralny i filmowy, reżyser, montażysta oraz scenarzysta. Pracował nad wieloma kronikami filmowymi dla Svensk Filmindustri.

## Życiorys
Gunnar Skoglund urodził się 2 września 1899 w Sztokholmie. Był synem Arona Fredrika Skoglunda, księgowego pracującego w handlu, i Elin Marii Lindgren. Miał młodszego brata Nilsa, który zdobył srebrny medal w skoku do wody na Igrzyskach Olimpijskich w 1920. Ukończywszy Norra Real w 1919, od 1919 do 1921 studiował nauki humanistyczne na Uniwersytecie Sztokholmskim. W latach 1919–1924 pisał, pod pseudonimem „Sim Simson”, dla magazynu sportowego „Idrottsbladet”. Relacjonował m.in. Igrzyska w Paryżu z 1924 (w 1932 zrealizował film reportażowy o powrocie olimpijczyków do domu z Igrzysk w Los Angeles).
Jako student brał udział w przedstawieniach teatru studenckiego, występując w sztuce opartej na księdze Tobiasza pt. Tobie comedia, a także w komedii Tisbe w inscenizacji Per Lindberga. W latach 1924–1926 był asystentem i sekretarzem w Konserthusteatern, prowadzonym przez Lindberga, z kolei od 1926 do 1927 był sekretarzem Ernsta Rolfa. W latach 1929–1932 był związany z wydziałem teatralnym w Radiotjänst (według części źródeł od 1929 do 1931 sprawował funkcję sekretarza teatralnego Lindberga w Radioteatern).
W 1928 został asystentem reżysera Fridolfa Rhudina przy filmie Svarte Rudolf. Rok później wyreżyserował film krótkometrażowy z Rhudinem i Weylerem Hildebrandem w obsadzie, Finurlige Fridolf. Po tym, jak w 1932 zrealizował film o powrocie olimpijczyków, ówczesny szef wytwórni Svensk Filmindustri, Olof Andersson, powierzył mu stanowisko dyrektora nowo utworzonego działu filmów krótkometrażowych, które piastował przez dekadę. Według Svensk Filmdatabas Skoglund stał się „głosem” całego narodu szwedzkiego.
Jego filmy krótkometrażowe skupiały się na różnych wydarzeniach, od premier rewiowych po reportaże miejskie i imprezy sportowe (zainteresowanie wzbudził pełnometrażowym dokumentem En handfull ris z 1939). Kontynuował także pracę jako asystent reżysera Gustafa Edgrena przy filmie Rządy Karla Fredrika (1934).
Do jego najbardziej znanych filmów należą: Vårat gäng (1942), Vägen till Klockrike (na podst. powieści Harry’ego Martinsona, 1953) i Ung man söker sällskap (1954). Pod koniec lat 50. XX wieku, wraz z pojawieniem się telewizji i nowego pokolenia reżyserów, powrócił do realizacji filmów krótkometrażowych.

## Wybrana filmografia
Opracowano na podstawie materiału źródłowego:

### jako reżyser
- 1929: Finurliga Fridolf (krótkometrażowy)
- 1932: Landskamp
- 1935: Vandring i våren (krótkometrażowy)
- 1936: Vår randade väg (krótkometrażowy)
- 1937: Katt över vägen (krótkometrażowy)
- 1938: Art for Art’s Sake
- 1939: I deklarationstider
- 1940: Man och kvinna
- 1941: En kvinna ombord
- 1942: Vårat gäng
- 1943: En vår i vapen
- 1947: Konsten att älska
- 1953: Vägen till Klockrike
- 1954: Ung man söker sällskap
- 1955: Sista ringen
- 1956: Blånande hav
- 1959: För katten

### jako aktor
- 1928: Svarte Rudolf
- 1932: Vi som går köksvägen
- 1935: Vandring i våren
- 1936: Vår randade väg
- 1937: Katt över vägen
- 1942: Vårat gäng
- 1963: Den gula bilen